# Ekstraklasa 2015-16
La temporada 2015-16 fue la 82.ª edición de la Ekstraklasa, el más alto nivel de fútbol en Polonia desde su creación en 1927. La competencia inició el 17 de julio de 2015 y finalizó el 15 de mayo de 2016. El Legia de Varsovia se coronó campeón logrando su undécimo título de liga.

## Formato de competencia
La temporada tiene dos fases. En la primera fase llamada temporada regular, cada equipo debe jugar contra todos dos veces en partidos de local y visitante para un total de 30 partidos. En la segunda fase, los ocho primeros clasificados acceden a la ronda de campeonato y los últimos ocho equipos jugaran la ronda de descenso. En estas dos rondas disputadas al mismo tiempo cada equipo jugará contra los otros siete dos veces, una vez más en partidos de ida y vuelta para un total de 14 partidos.
Al final de la temporada el equipo con más puntos en la ronda campeonato se proclama campeón y se clasifica a la segunda ronda previa de la Liga de Campeones de la UEFA 2016-17, mientras los equipos que acaben en segunda y tercera posición acceden a la primera ronda previa de la Liga Europea de la UEFA 2016-17.
Los últimos dos equipos de la ronda de descenso descenderán automáticamente a la I Liga.

## Ascensos y descensos
Al igual que la temporada pasada los dos últimos equipos descendieron a la I Liga y fueron sustituidos por los dos mejores equipos de la I Liga 2014-15.
GKS Bełchatów  y Zawisza Bydgoszcz terminaron en el puesto 15 y 16, respectivamente, y descendieron a la I Liga como resultado. Zagłębie Lubin y Termalica Bruk-Bet Nieciecza terminaron primero y segundo, respectivamente y se ganaron la promoción a la Ekstraklasa.
| Pos. | Descendidos de la Ekstraklasa 2014-15 |
| ---- | ------------------------------------- |
| 15.º | GKS Bełchatów                         |
| 16.º | Zawisza Bydgoszcz                     |

| Pos. | Ascendido de la I Liga 2014-15 |
| ---- | ------------------------------ |
| 1.º  | Zagłębie Lubin                 |
| 2.º  | LKS Nieciecza                  |

## Equipos participantes
| Equipo                     | Ciudad        | Estadio                            | Capacidad |
| -------------------------- | ------------- | ---------------------------------- | --------- |
| Górnik Łęczna              | Łęczna        | Estadio Górnik Łęczna              | 7.226     |
| Górnik Zabrze              | Zabrze        | Estadio Ernest Pohl                | 8.500     |
| Jagiellonia Białystok      | Białystok     | Estadio Municipal de Bialystok     | 22.386    |
| Korona Kielce              | Kielce        | Estadio Kielce City                | 15.550    |
| KS Cracovia                | Cracovia      | Estadio Mariscal Józef Piłsudski   | 15.114    |
| Lech Poznań                | Poznań        | Stadion Miejski (Poznań)           | 43.269    |
| Lechia Gdańsk              | Gdańsk        | PGE Arena                          | 43.615    |
| Legia de Varsovia          | Varsovia      | Pepsi Arena                        | 31.103    |
| Piast Gliwice              | Gliwice       | Estadio Municipal de Gliwice       | 10.037    |
| Podbeskidzie Bielsko-Biała | Bielsko-Biała | Estadio Municipal de Bielsko-Biała | 6.962     |
| Pogoń Szczecin             | Szczecin      | Estadio Municipal Florian Krygier  | 17.783    |
| Ruch Chorzów               | Chorzów       | Estadio Ruch Chorzów               | 9.300     |
| Śląsk Wrocław              | Breslavia     | Stadion Miejski (Wrocław)          | 43.308    |
| LKS Nieciecza              | Nieciecza     | Estadio Termalica Bruk-Bet         | 4.600     |
| Wisła Cracovia             | Cracovia      | Estadio Henryk Reyman              | 33.326    |
| Zagłębie Lubin             | Lubin         | Dialog Arena                       | 16.300    |

## Tabla de posiciones

### Temporada regular
- Actualización final el 15 de mayo de 2016. Fuente: UEFA.com (Español)

| --- | Pos. | Equipos                    | PJ | PG | PE | PP | GF | GC | DIF | PTS |
| --- | ---- | -------------------------- | -- | -- | -- | -- | -- | -- | --- | --- |
|     | 1.   | Legia Varsovia             | 30 | 17 | 9  | 4  | 58 | 28 | +30 | 60  |
|     | 2.   | Piast Gliwice              | 30 | 17 | 7  | 6  | 49 | 36 | +13 | 58  |
|     | 3.   | Pogoń Szczecin             | 30 | 10 | 16 | 4  | 36 | 30 | +6  | 46  |
|     | 4.   | Zagłębie Lubin (A)         | 30 | 12 | 9  | 9  | 41 | 37 | +4  | 45  |
|     | 5.   | KS Cracovia                | 30 | 12 | 9  | 9  | 57 | 42 | +15 | 45  |
|     | 6.   | Lech Poznań                | 30 | 13 | 4  | 13 | 37 | 38 | -1  | 43  |
|     | 7.   | Lechia Gdańsk *            | 30 | 10 | 9  | 11 | 45 | 37 | +8  | 38  |
|     | 8.   | Ruch Chorzów *             | 30 | 11 | 6  | 13 | 37 | 46 | -9  | 38  |
|     | 9.   | Podbeskidzie Bielsko-Biała | 30 | 9  | 11 | 10 | 37 | 46 | -9  | 38  |
|     | 10.  | Korona Kielce              | 30 | 9  | 10 | 11 | 32 | 37 | -5  | 37  |
|     | 11.  | Wisła Cracovia *           | 30 | 8  | 13 | 9  | 45 | 35 | +10 | 36  |
|     | 12.  | Jagiellonia Białystok      | 30 | 10 | 5  | 15 | 37 | 54 | -17 | 35  |
|     | 13.  | Śląsk Wrocław              | 30 | 8  | 10 | 12 | 28 | 37 | -9  | 34  |
|     | 14.  | LKS Nieciecza (A)          | 30 | 8  | 9  | 13 | 33 | 43 | -10 | 33  |
|     | 15.  | Górnik Łęczna              | 30 | 8  | 7  | 15 | 30 | 43 | -13 | 31  |
|     | 16.  | Górnik Zabrze *            | 30 | 4  | 14 | 12 | 33 | 46 | -13 | 25  |

- (A) : Ascendido la temporada anterior.
- * Al Wisła Cracovia, Górnik Zabrze, Lechia Gdańsk y Ruch Chorzów se les ha deducido 1 punto.

|  | Clasificados a la ronda de campeonato. |
|  | Clasificados a la ronda de descenso.   |

### Ronda campeonato
- Actualizado al 15 de mayo de 2016.[1]

| ---             | Pos. | Equipos            | PJ | PG | PE | PP | GF | GC | DIF | PTS |
| --------------- | ---- | ------------------ | -- | -- | -- | -- | -- | -- | --- | --- |
| Clasifica a UCL | 1.   | Legia Varsovia     | 37 | 21 | 10 | 6  | 70 | 32 | +38 | 43  |
| Clasifica a UEL | 2.   | Piast Gliwice      | 37 | 20 | 9  | 8  | 60 | 45 | +15 | 40  |
| Clasifica a UEL | 3.   | Zaglebie Lubin (A) | 37 | 17 | 9  | 11 | 55 | 42 | +13 | 38  |
| Clasifica a UEL | 4.   | KS Cracovia        | 37 | 16 | 10 | 11 | 66 | 50 | +16 | 36  |
|                 | 5.   | Lechia Gdańsk      | 37 | 14 | 10 | 13 | 53 | 44 | +9  | 32  |
|                 | 6.   | Pogoń Szczecin     | 37 | 12 | 17 | 8  | 43 | 43 | 0   | 30  |
|                 | 7.   | Lech Poznań        | 37 | 14 | 6  | 17 | 42 | 47 | -5  | 27  |
|                 | 8.   | Ruch Chorzow       | 37 | 9  | 13 | 15 | 40 | 60 | -20 | 21  |

### Ronda de descenso
| --- | Pos. | Equipos                    | PJ | PG | PE | PP | GF | GC | DIF | PTS |
| --- | ---- | -------------------------- | -- | -- | -- | -- | -- | -- | --- | --- |
|     | 9.   | Wisła Cracovia *           | 37 | 12 | 15 | 10 | 61 | 45 | +16 | 32  |
|     | 10.  | Śląsk Wrocław              | 37 | 12 | 12 | 13 | 41 | 46 | -5  | 31  |
|     | 11.  | Jagiellonia Białystok      | 37 | 13 | 6  | 18 | 46 | 62 | -16 | 28  |
|     | 12.  | Korona Kielce              | 37 | 10 | 15 | 12 | 39 | 45 | -6  | 27  |
|     | 13.  | LKS Nieciecza (A)          | 37 | 10 | 12 | 15 | 39 | 50 | -11 | 26  |
|     | 14.  | Górnik Łęczna              | 37 | 10 | 9  | 18 | 40 | 53 | -13 | 24  |
|     | 15.  | Górnik Zabrze              | 37 | 6  | 18 | 13 | 38 | 51 | -13 | 23  |
|     | 16.  | Podbeskidzie Bielsko-Biała | 37 | 11 | 7  | 19 | 45 | 64 | -19 | 20  |

|  | Campeón y clasificado a la Liga de Campeones de la UEFA 2016-17 |
|  | Clasificado a la Liga Europa de la UEFA 2016-17                 |
|  | Desciende a la I Liga 2016-17                                   |

## Máximos goleadores
- clasificación final el 15 de mayo de 2016.

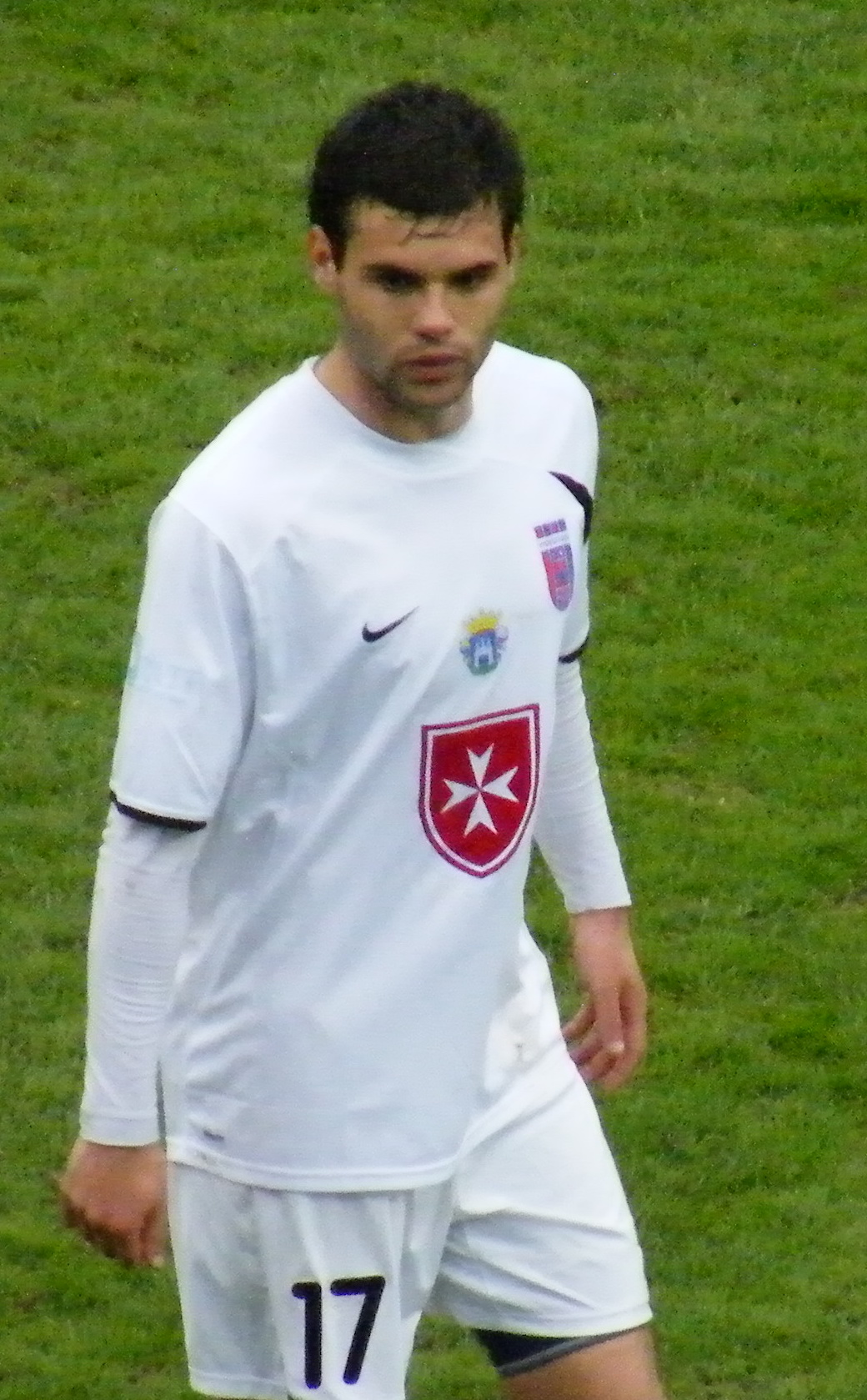
Nemanja Nikolić

| Posic. | Jugador             | Club                                | Goles |
| ------ | ------------------- | ----------------------------------- | ----- |
| 1      | Nemanja Nikolić     | Legia Varsovia                      | 28    |
| 2      | Airam López Cabrera | Korona Kielce                       | 16    |
| 3      | Deniss Rakels       | KS Cracovia                         | 15    |
| 3      | Mariusz Stępiński   | Ruch Chorzów                        | 15    |
| 3      | Paweł Brożek        | Wisła Kraków                        | 15    |
| 6      | Erik Jendrišek      | KS Cracovia                         | 13    |
| 6      | Mateusz Cetnarski   | KS Cracovia                         | 13    |
| 8      | Grzegorz Kuświk     | Lechia Gdańsk                       | 11    |
| 8      | Martin Nešpor       | Piast Gliwice                       | 11    |
| 8      | Josip Barišić       | Piast Gliwice                       | 11    |
| 11     | Roman Gergel        | Górnik Zabrze                       | 10    |
| 11     | Kasper Hämäläinen   | Legia Warsaw (2) Lech Poznań (8)    | 10    |
| 11     | Flávio Paixão       | Lechia Gdańsk (6) Śląsk Wrocław (4) | 10    |
| 11     | Mateusz Szczepaniak | Podbeskidzie Bielsko-Biała          | 10    |